# Gaule (affluent de l'Auvignon)
Pour les articles homonymes, voir Gaule (homonymie).
La Gaule est une rivière du Sud-Ouest de la France, c'est un affluent de l'Auvignon donc un sous-affluent de la Garonne.

## Géographie
De 14,5 km de longueur, la Gaule prend sa source sur la commune de Montagnac-sur-Auvignon en Lot-et-Garonne sous le nom de ruisseau de Caillou puis prend le nom de ruisseau de Mallet et se jette dans l'Auvignon sur la commune de Feugarolles.

## Département et communes traversés
- Lot-et-Garonne : Montagnac-sur-Auvignon, Montesquieu, Bruch, Saint-Laurent, Feugarolles.

## Principal affluent
- Ruisseau de Tiborgue : 2,1 km